# (4596) 1981 QB
A (4596) 1981 QB egy földközeli kisbolygó. Charles T. Kowal fedezte fel 1981. augusztus 28-án.